# Campionato sudafricano di Formula 1 1963
La stagione 1963 del Campionato sudafricano di Formula 1 fu la quarta della serie. Partì il 30 marzo e terminò il 10 ottobre, dopo 9 gare. Il campionato venne vinto da Neville Lederle che utilizzò una Lotus-Coventry Climax.

## Risultati e classifiche

### Risultati
| Gara | Gran Premio          | Circuito                                       | Data         | Vincitore         | Vettura       |
| ---- | -------------------- | ---------------------------------------------- | ------------ | ----------------- | ------------- |
| 1    | Rand Autumn Trophy   | Circuito di Kyalami                            | 30 marzo     | Peter de Klerk    | Alfa Special  |
| 2    | Coronation 100       | Circuito di Roy Hesketh, Pietermaritzburg      | 15 aprile    | Neville Lederle   | Lotus-Climax  |
| 3    | Republic Day Trophy  | Circuito di Kyalami                            | 8 giugno     | Neville Lederle   | Lotus-Climax  |
| 4    | Royal Show Races     |                                                | 22 giugno    | Syd van der Vyver | Lotus-Climax  |
| 5    | Border 100           | Circuito di East London                        | 8 luglio     | Neville Lederle   | Lotus-Climax  |
| 6    | Governor General Cup | Circuito di Lorenço Marques                    | 21 luglio    | Peter de Klerk    | Alfa Special  |
| 7    | Rand Winter Trophy   | Circuito di Kyalami                            | 3 agosto     | Neville Lederle   | Lotus- Climax |
| 8    | Van Ribbeck Trophy   | Killarney Motor Racing Complex, Città del Capo | 21 settembre | Neville Lederle   | Lotus- Climax |
| 9    | Rand Spring Trophy   | Circuito di Kyalami                            | 10 ottobre   | Neville Lederle   | Lotus- Climax |